# NGC 7212
NGC 7212 (również PGC 68065 lub UGC 11910) – galaktyka spiralna (Sb), znajdująca się w gwiazdozbiorze Pegaza. Odkrył ją Lewis A. Swift 2 października 1886 roku. Należy do galaktyk Seyferta typu 2. Wchodzi w skład zwartej grupy trzech oddziałujących ze sobą grawitacyjnie galaktyk i znajduje się w trakcie połączenia z jedną ze swoich towarzyszek.